# Clara Schreiber
Clara Schreiber, auch Klara Schreiber, geb. Clara Hermann (geb. 27. Oktober 1848 in Wien; gest. 8. Februar 1905 in Meran in Südtirol) war eine österreichische Salonnière und Publizistin.

## Leben und Wirken
Clara Hermann wuchs in Brünn auf und engagierte sich nach ihrer Heirat bei der Gründung und Leitung des Sanatoriums Alpenheim in Aussee und der Kuranstalt Hygiea in Meran. In den 1880er Jahren verfasste sie Artikel in den Feuilleton der Neuen Freien Presse und der Wiener Allgemeinen Zeitung über Mode und Erziehungsfragen. 1884 erschienen ihr erstes Buch. Das aus literarischen Skizzen bestehende Eine Wienerin in Paris bezieht sich auf einen längeren Aufenthalt Schreibers in der französischen Metropole und enthält speziell Beiträge zum Frauen- und Alltagsleben jener Zeit. Im Vorwort schreibt Ferdinand Groß:
„Es ist ein Buch von einer Frau und für Frauen. Sie haben mit scharfem, klarem Auge in das Pariser Leben hineingeschaut, und Vieles von Dem, was Sie literarisch herausgreifen, ist von einem praktischen Geiste dictirt; was so vielen Fremden entgeht, das haben Sie sicher erfaßt: den innersten Charakter der französischen Gesellschaft, und namentlich die Französin stellen Sie dar, wie sie wirklich ist...“

## Familie
Die als Clara Hermann geborene Autorin war seit 1867 die Ehefrau des Mediziners Josef Schreiber. Das Paar hatte drei Töchter, Ida Virginia (1868–1927), die spätere Publizistin und Sozialpolitikerin Adele Schreiber-Krieger (1872–1957) und die spätere Künstlerin Lilli Baitz (1874–1942). Adele Schreiber schrieb über ihre Mutter 1924, sie sei „eine der geistvollsten Frauen des alten Österreichs. Auch Schriftstellerin: das war aber mehr Nebensache. – Plaudern, Aperçus, Aphorismen, geistvolle Briefe an bekannte Zeitgenossen, kurzum ‚Salon’, ‚große Dame’, das war Clara Schreiber.“

## Werke
- Pariser Karnevals-Nächte, Wien, ohne Jahrgang, Signatur: 86.643-A.2
- Bibliothek für Ost und West 11: Eine Wienerin in Paris, 1884, Sign.: A 37964
- Briefe an Ludwig August Frankl von Hochwart. Nachlass Ludwig August Frankl von Hochwart, Bad Aussee, 1892
- Eva,  Naturalistische Studien einer Idealistin. 1893
- Bauernfeld über Grillparzer und Erinnerungen an Bauernfeld und Brünn 1866. Jugenderinnerungen. In: Neue Freie Presse, 1893; 1894; 1906;
- Essays und  Erzählungen in Feuilletons in Zeitungen und Zeitschriften, Briefe, WStLBibl. Wien.